# 侠客行 (2002年电视剧)
《俠客行》，2002年由內蒙古電視台拍摄的电视剧，改编自金庸的同名小说。

## 剧情
江湖众豪杰为争夺“玄铁令”汇集中原古镇，不料玄铁令却到了寻找母亲的小丐手中，正当众人围住小丐索要“玄铁令”之际，谢烟客从天而降将小丐抢走，一路之上，险象丛生，小丐名叫狗杂种，从小与母亲在深山长大，不谙人情世故。谢烟客曾许诺，谁要得到“玄铁令”，就会为谁办一件事，小丐却万事不去求人，谢怕小丐落入他人之手，故意打乱顺序教小丐内功，以期阴阳不调，相克而死。雪山派掌门人白自在狂妄自大，屡屡遭到夫人的奚落，为证实自己武功第一，白自在逐令封万里去请谢烟客到凌霄城比武。黑白双侠石清夫妇为寻找杀子仇人梅芳姑，浪迹江湖，吃尽苦头。一晃几年过去，狗杂种在摩天崖已长大成人，错位练功已将其逼到生死关头，他却浑然不知，谢暗自高兴。石清夫妇早年将其二子石中玉送到雪山弟子封万里门下学艺，石中玉生性轻浮，调戏阿秀，致使阿秀掉下深谷，白自在夫人为寻孙女相继失踪，一怒之下白自在砍了封万里的胳膊，并严令捉拿石中玉。封万里下山阻止石清夫妇上山清罪，石清大为感动，将双剑交给花万紫抵押，花万紫做事不慎，激恼谢烟客，谢用计将双剑夺走，引起以后一系列的误会。

## 演员

### 石家
| 演员   | 角色   | 暱称／关係                |
| 吴健   | 石破天 | 石中玉兄弟 石清、闵柔之子 |
| 吴健   | 石中玉 | 石破天兄弟 石清、闵柔之子 |
| 姬麒麟 | 石清   |                           |
| 韩月乔 | 闵柔   |                           |

### 丁家
| 演员   | 角色   | 暱称／关係                       |
| 周莉   | 丁 噹  | 叮叮噹噹 丁不三之孙女 女主角之一 |
| 苏廷石 | 丁不三 | 一日不过三 丁噹之爷爷            |
| 李小波 | 丁不四 |                                  |

### 长乐帮
| 演员   | 角色   | 暱称／关係 |
| 佟又勋 | 贝海石 | 长乐帮高手 |
| 邓家佳 | 侍 剑  | 女主角之一 |
| 李中林 | 米横野 |            |
| 吴孟江 | 陈冲之 |            |
| 谭建昌 | 展飞   |            |
| 李宗强 | 邱山风 |            |

### 雪山派
| 演员   | 角色   | 暱称／关係                                   |
| 章艳敏 | 白阿绣 | 白万剑之女                                   |
| 郭军   | 白万剑 | 白自在之子、第六代弟子、雪山双杰之“气寒西北” |
| 张光正 | 白自在 | 雪山派掌门、第五代弟子                       |
| 范艳华 | 史小翠 |                                              |
| 黄精一 | 廖自砺 | 第五代弟子                                   |
| 张晓琦 | 梁自进 | 第五代弟子                                   |
| 张丰明 | 成自学 | 第五代弟子                                   |
| 许玖如 | 齐自勉 | 第五代弟子                                   |
| 张山   | 封万里 | 第六代弟子、雪山双杰之“风火神龙”             |
| 单联丽 | 花万紫 | 第六代弟子                                   |
| 盛宁   | 耿万钟 | 第六代弟子                                   |
| 桑林   | 孙万年 | 第六代弟子                                   |

### 侠客岛
| 演员   | 角色   | 暱称／关係   |
| 邵万林 | 龙岛主 |              |
| 舒耀瑄 | 木岛主 |              |
| 佟小虎 | 张三   | 赏善罚恶使者 |
| 孔庆三 | 李四   | 赏善罚恶使者 |

### 其他
| 演员   | 角色     | 暱称／关係 |
| 巴图   | 谢烟客   |            |
| 袁洪启 | 大悲老人 |            |
| 马军勒 | 梅芳姑   |            |